# Guambianos
Les Guambianos, également appelés Misak, sont un peuple autochtone de Colombie qui vit principalement dans ce qu'on appelle le territoire Wampia, dans la commune de Silvia, au nord-est du département de Cauca. La population totale du peuple Misak en Colombie est de plus de 21 085 personnes, réparties dans 7 départements du pays. Ils sont considérés comme un ancien peuple descendant des Pubenences.
L'histoire nous montre que le peuple Misak existe des milliers d'années avant 1492. Bien avant l'arrivée des envahisseurs européens.

## Aspects culturels
Ils construisent généralement leurs maisons avec des blocs d'adobe et des bases en pierre et en brique. Le toit est en tuiles, le sol en ciment ou en tuiles et les fenêtres sont en bois. Ils n'ont pas une conception de base pour l'établissement de leurs villes, mais chaque famille dispose de petites parcelles de terrain sur lesquelles ils construisent leurs maisons.
Les Misak parlent le Namtrik, une langue qui appartient à la famille des langues Chibcha. Cette langue est représentée au moyen de graphèmes et de morphèmes trouvés dans les vestiges de tout le territoire de Guambía. Il est étroitement lié à chacun des éléments de Mère Nature, par conséquent, les manifestations à différents moments de l'année indiquent une action spécifique. Ainsi, ils considèrent que la nature est la mère et l’esprit de la vie. Les éléments du cosmos et du monde sont un seul tout qui leur accorde vie, nourriture, sagesse et dignité. Les Guambianos sont chargés de garantir l’équilibre entre la nature et l’homme. Ils doivent la protéger, la cultiver et rendre spirituellement ce qu’ils puisent. Cette vision du monde est orientée par l'équilibre avec les êtres tutélaires que sont les PISHIMISAK (femme) et KALLIM (homme), esprits de leur territoire. À travers la vie quotidienne et l'espace, le peuple Misak rêve et construit en compagnie de plantes médicinales, d'eau, de femmes (comme territoire) et de graines. Pour le misak, le temps est comme une roue, une sorte de cerceau qui tourne toujours sur lui-même, de la même manière que le Soleil marque les périodes de la terre selon son parcours.
Les Misak ont toujours eu des contacts avec d'autres peuples autochtones, en particulier les Nasa ou les Paeces. Depuis la colonisation espagnole, le contact avec les colons a été une constante, ce qui les a obligés à renforcer des éléments de leur identité et en même temps à en incorporer d'autres. 
Ils sont réputés pour leurs compétences en tissage et leurs produits tissés sont la principale source de revenus de la communauté, chaque famille possède un métier à tisser qui est utilisé par les femmes pour fabriquer la plupart de leurs vêtements, ainsi que les sacs à dos utilisés par les hommes et les femmes; Ils fabriquent également d'autres accessoires tels que des colliers, des bracelets et des chapeaux traditionnels. Les formes et symboles trouvés dans les tissus de ce groupe ont perdu leur signification en raison de l'acculturation qu'ils ont vécue pendant tant d'années, les figures utilisées pour les tissus sont une imitation du monde textile des colons et représentent à certaines occasions la nature. et le monde qui les entoure. Chaque mardi, ils affluent de toute la vallée pour vendre leurs produits agricoles et artisanaux au marché couvert de Silvia. 
Contrairement aux autres peuples autochtones colombiens, sur lesquels de multiples monographies ethnographiques ont été publiées au cours des cinquante dernières années, peu d'attention a été accordée aux Misak.
Le 16 septembre 2020, des militants du peuple Misak du département du Cauca ont démoli la statue de Sebastián de Belalcázar (1480-1551), colonisateur, propriétaire d'esclaves espagnol et fondateur de Popayán et Cali, qui a été installée dans le Morro de Popayán.